# 岐阜まつり
岐阜まつり（ぎふまつり）は、岐阜県岐阜市にある多くの神社の例祭である。市内の伊奈波神社・金神社・橿森神社を始めとする多くの神社の例祭日は同じ日になっている。商工祭の道三まつりも岐阜まつりに協賛する趣旨で行われるため岐阜市内は祭りムード一色である。この期間に岐阜市内で行われる全ての祭りを総して「岐阜まつり」と岐阜市民は呼ぶ。2015年（平成27年）4月24日、「信長公のおもてなし」が息づく戦国城下町・岐阜」の構成文化財として日本遺産に認定される。

## 概要
総社伊奈波神社で行なわれる神事は、伊奈波神社から市内の金神社、橿森神社へ神様が巡幸される神幸祭。夜には伊奈波神社宵宮が行われ岐阜市の重要有形民俗文化財に指定された4台の山車（蛭子車、安宅車、清影車、踊車）と神輿が練り歩く。境内では山車カラクリの上演があり、花火も上がる。
カラクリ奉納は、安宅車、清影車、蛭子車（若戎）の3台が行う。安宅車は「安宅」が奉納され上段には弁慶と富樫某の人形が、清影車は「玉の井（海幸彦と山幸彦）が奉納され、上段には山幸彦と豊玉姫の人形が、若戎車は「岩船」が奉納され、上段には唐子の人形が乗せられそれぞれ3～4人が人形を操る。

## 開催日
- 祭礼日は4月5日
- 神幸祭/伊奈波神社宵宮と岐阜まつりみこしパレード、道三まつりは、毎年4月の第1土曜日。